# Пьянству бойс
«Пьянству бойс» — российская рэп-группа из Санкт-Петербурга, основанная Тенгизом, Хотом и Висом в 1999 году.
В 1989 году Мераб «Хотаб» Садыков и Денис «Тенгиз» Чернышов образовали рэп-группу «Термоядерный джем». В 1991 году к ним присоединились Мистер Малой (Андрей Цыганов), «Репа» (Андрей Репников), «Шуруп» (Андрей Бабурин) и английский DJ и MC Luke Mills. В таком составе был записан дебютный и единственный альбом «Рапиристы» (1992).
В 1999 году Тенгиз, Хот и Вис создали рэп-группу «Пьянству бойс» и выпустили два номерных альбома: «А и Б сидели на игле» (2002) и «Шлак Дональдс» (2004). За музыку в группе отвечал Тенгиз, а тексты — каждый писал себе сам. Группа была активна с 1999 по 2006 год, записала около 20 песен, наиболее известные из которых «А и Б сидели на игле» (1999) и «Руки прочь от Майкла Джексона!» (2005). Отличительной чертой песен группы является речитатив с кавказским акцентом.

## История

### 1989—1993: Термоядерный джем, Мистер Малой и Ти-джем
В 1989 году сразу после окончания школы Денис «Тенгиз» Чернышов и Мераб «Хотаб» Садыков создали в Ленинграде рэп-группу «Термоядерный джем». Название проекта является отсылкой к аварии ядерного реактора на Чернобыльской АЭС 1986 года. На творчество группы повлияла американская рэп-группа De La Soul с дебютным альбомом 3 Feet High and Rising (1989). В период с 1989 по 1991 год коллектив записал несколько песен, в том числе «Буду погибать молодым», основной вокал в которой исполнил Хотаб. Отличительной чертой песен группы является речитатив с кавказским акцентом. Эту идею придумал Хотаб: его отец, узбек по национальности, часто подшучивал над отдыхающим сыном, говоря ему «Будешь погибать молодым». На стиль группы повлиял и тот факт, что Тенгиз и Хотаб являются большими поклонниками фильма «Мимино» (и актёра Фрунзика Мкртчяна), в честь которого даже хотели назвать свою рекорд-компанию «Мимино рекордс». Псевдоним «Тенгиз» придумали коллеги на рынке, где студент Университета культуры Чернышов продавал арбузы.
Первое выступление группы состоялось на фестивале «Рэп-пик-91» 21 апреля 1991 года, где «Термоядерный джем» занял первое место. На фестивале дуэт познакомился с «Мистером Малым» (Андрей Цыганов), «Репой» (Андрей Репников), «Шурупом» (Андрей Бабурин) и английским диджеем и рэп-исполнителем Luke Mills, которые стали принимать участие в записях и концертах группы. Затем коллектив выступил с песней «Рапиристы» в музыкальной телепрограмме «Да» в БКЗ «Октябрьский» 24 апреля 1991 года. В обновлённом составе группа выступила в парке им. Бабушкина на фестивале «Радис» летом 1991 года.
В 1992 году Андрей Цыганов попросился к ним в группу в качестве танцора, но вместо этого Тенгиз и Хотаб решили сделать из него российский аналог американского проекта Kris Kross. Псевдоним «Мистер Малой» придумал Тенгиз после частого прослушивания песни «Mistadobalina» рэпера Del The Funky Homosapien. Музыку и тексты юному дарованию писали Тенгиз и Хотаб. Проект был назван «Мистер Малой и Ти-джем». Первые треки с участием Малого записывались на домашней студии Репникова в Санкт-Петербурге на аналоговую аудиокассету на 4х-канальной портастудии «Amstrad», а для создания скретча диджей «Вольф» (из группы «Имя защищено») использовал советский виниловый проигрыватель фирмы «Аккорд». Затем группа арендовала студию на четыре часа, где было записано четыре песни, поскольку на большее не было денег. Тенгиз принёс с собой проигрыватель фирмы «Аккорд» и несколько виниловых пластинок, а Репа принёс аудиокассету Саймона Харриса с хип-хоп-барабанами, которую он тайком переписал с компакт-диска у диджея Грува. С этой кассеты были взяты барабаны для песни «Буду погибать молодым», которую исполнил Мистер Малой. «Термоядерный джем» выпустил кассетный релиз «Рапиристы» 19 ноября 1992 года.
Летом 1993 года был снят видеоклип на песню «Буду погибать молодым», а сама песня попала в хит-парады радиостанций «Европа Плюс», «радио Балтика» и в ротацию передачи «Танцевальная академия», которую вёл Владимир «DJ Фонарь» Фонарёв на радио «Максимум».

### 1994—1998: Мистер Малой, ДоРеМикс, ДК Дэнс
В 1994 году название «Термоядерный джем» перестало использоваться, поскольку Тенгиз и Хотаб стали участниками проекта «Мистер Малой» в качестве авторов текстов и музыки, а также бэк-вокалистов. Шуруп стал участником группы «Дэцо», а Репа создал проект «Два птеродактиля».
В 1994 году Мистер Малой записал в Москве дебютный альбом «Буду погибать молодым», всю музыку и тексты для которого написали Тенгиз и Хотаб, кроме заглавного трека — в 1992 году. Альбом был выпущен летом 1995 года.
В 1995 году Тенгиз, Хотаб и их давний друг Вис (Валерий Бойцов) создали в Санкт-Петербурге собственную студию звукозаписи «ДоРеМикс».
В период с 1995 по 1997 год Малой записал на студии «ДоРеМикс» второй альбом «Лови кураж», авторами слов и музыки которого также являлись Чернышов и Садыков, а в одноимённой композиции приняла участие певица Наталья Ветлицкая.
В 1996 году Мистер Малой пристрастился к тяжёлым наркотикам и прекратил концертную деятельность. В этот период Тенгиз, Хотаб и Вис стали работать диджеями на радиостанции «Рекорд» и в клубе «Грибоедов» по субботам.
В 1997 году Тенгиз и Хотаб создали сайд-проект «ДК Дэнс», несколько песен которого попали на сборники студии «Союз» «Двигай попой». Одной из таких песен стала «Мальчик хочет в табло», записанная в ответ на трек Мурата Насырова «Мальчик хочет в Тамбов». Песни, в основном, были перепеты другими исполнителями, например, участником шоу О.С.П.-студия Павлом Кабановым. В том же году Хотаб сократил свой псевдоним, чтобы не ассоциироваться с чеченским боевиком.
В 1998 году Хот стал работать на радио «Порт ФМ», где вёл авторские программы под псевдонимом JOL.

### 1999—2005: Пьянству бойс
Летом 1999 года на фоне увлечения Мистера Малого наркотиками Тенгиз, Хот и Вис записали две песни: «А и Б сидели на игле» и «Буду покупать». Проект назвали «Пьянству бойс». Осенью 1999 года Шуруп пригласил Тенгиза в Москву на студию звукозаписи «Тон-ателье №1» в телецентре «Останкино» в качестве звукорежиссёра и саунд-продюсера музыкального издательства «Студия Миксмедиа». Два года Тенгиз делал сведения и мастеринги для групп, которые выходили на лейбле «Хип-хоп инфо». В ноябре 2001 года после распада «Bad B. Альянса» Тенгиз вернулся в Санкт-Петербург, где вместе с Хотом и Висом стал дописывать альбом «Пьянству бойс».
В 2000 году вместе с ведущим ТВ-программы «АБВГДейка» Константином Будыкиным (в качестве основного вокалиста) группа создала проект «Муй», в рамках которого с 2000 по 2001 год был записан альбом «Точу Ханцевать». В 2002 году реабилитировавшийся Мистер Малой перезаписал эти песни для альбома «Курил. Бухал…».
В 2002 году группа «Пьянству бойс» и Мистер Малой приняли участие в создании музыки для компьютерной игры «Ядерный титбит».
26 июня 2002 года, в Международный день борьбы со злоупотреблением наркотическими средствами и их незаконным оборотом, группа выпустила дебютный альбом «А и Б сидели на игле» на собственном лейбле «Доремикс Рекордс». По словам участников группы, весь альбом посвящён теме борьбы с наркоманией и незаконным оборотом наркотиков. В текстах они показали, как далеко может завести дружба с наркотиками. В записи двух композиций альбома принял участие Мистер Малой. Всю музыку для альбома создал Тенгиз при содействии диджея Кита, а тексты написали Тенгиз, Хот и Вис. На обложке альбома изображён дом на проспекте Просвещения, где жили рэперы, а также Ксения Собчак.
23 ноября 2002 года лейбл «Доремикс Рекордс» выпустил третий по счёту альбом Мистера Малого «Курил. Бухал». В альбоме рэпер рассказывает о том, чем он занимался последние шесть лет. Всю музыку для альбома создал Тенгиз при содействии диджеев DJ LA, DJ Tonik и DJ Кит, а тексты написали Тенгиз, Хот и Вис.
В 2003 году Хот и Вис вместе со своими друзьями создали музыкальную промоутерскую компанию Хайништюк (Vissardi, Hot, Timij, Vada, Sunsh), занимающуюся организацией серии вечеринок «Stepтусин»	в клубе «Грибоедов».
26 июня 2004 года группа «Пьянству бойс» выпустила на лейбле «Доремикс Рекордс» совместный альбом с Мистером Малым «Шлак-Дональдс», записанный в период с 2003 по 2004 год. Изначально планировался альбом группы «Пьянству бойс» под рабочим названием «Минздрав был прав». Всю музыку для альбома создал Тенгиз при содействии диджеев DJ LA, DJ Tonik и DJ Кит, а тексты написали Тенгиз, Хот, Вис и Мистер Малой. В записи альбома приняли участие Лигалайз, DJ 108, группа «Имя защищено» и другие. Песня «Мишанин Шан» (feat. Лигалайз) позже была включена в сборник Rap.ru как главный хит с их недавно выпущенного альбома. Песня «Синька — Мурка» вошла в сольный альбом «Шурупа» «Камень, ножницы, бумага» (2004).
В январе 2005 года лейбл «Доремикс Рекордс» был переименован в Tengiz Recordz. Весной группа «Пьянству бойс» вместе с Мистером Малым сняла видеоклип на песню «Да Да Да», текст к которой написали Хот, Тенгиз и Вис, а музыку сделал Тенгиз. Ролик вышел на DVD «Хип-хоп в России № 2». Летом группа выпустила сингл «Руки прочь от Майкла Джексона!», попавший в ротацию радиостанций «Рекорд», Next и «Динамит FM». Песня написана в ответ на видеоклип Эминема «Just Lose It», в котором он в некорректной форме использовал образ Майкла Джексона. Композиция вошла в одноимённую компиляцию от лейбла Tengiz Records. Песня «Синька Мурка (версия 2005)» была помещена в сборник «Новости от RAP Recordz. Выпуск 4». Осенью Тенгиз выпустил сборник iRap Mixtape.

### 2006—н.в.: После распада
В 2006 году Тенгиз открыл в Санкт-Петербурге магазин хип-хоп-одежды «Фанк-Петербург», а также провёл фестиваль «Читальный зал».
В 2008 году Мистер Малой совместно с Тенгизом записал альбом «На высоких берегах гламура», который так и не был выпущен.
В 2008 году Мистер Малой выпустил видеоклип на песню «Шлак-Дональдс», текст к которой написали Хот, Тенгиз и Малой, а музыку сделал Тенгиз.
25 сентября 2009 года Мераб «Хот» Садыков умер от туберкулёза лёгких, которым заболел в начале 2000-х годов. Ему было 37 лет. 26 декабря в клубе «Грибоедов» состоялась ночь памяти Хота с участием Мистера Малого, группы «Братья Улыбайте» и Купера.
В 2010 году Тенгиз уехал в Майами и открыл там студию звукозаписи, а Шуруп переехал в Индонезию, на остров Бали.
В 2012 году Мистер Малой выпустил видеоклип на песню «Дельтаплан», текст к которой написал Тенгиз.
В 2013 году Мистер Малой записал совместно с Тенгизом 10-трековый альбом «Малимпиада». Его выход был запланирован на февраль 2014 года. 16 марта 2014 года был презентован одноимённый клип. Но альбом так и не был выпущен.
В 2016 году был переиздан дебютный альбом «Рапиристы» группы «Термоядерный джем» в поддержку участника коллектива, Андрея «Репы» Репникова, попавшего в аварию.

## Состав

### Бывшие участники
- Тенгиз (Денис Николаевич Чернышов[52]) (род. 19 ноября 1972 года, Ленинград) — рэп-исполнитель, автор песен, участник и сооснователь групп «Термоядерный джем» (1989—1994), «Пьянству бойс» (1999—2006) и проекта «Мистер Малой» (1992—н.в.)[16].
- Хот (Мераб Джалилович Садыков[53]) (30 декабря 1971 года, Ленинград — 25 сентября 2009 года, там же) — рэп-исполнитель, автор песен, участник и сооснователь групп «Термоядерный джем» (1989—1994), «Пьянству бойс» (1999—2006) и проекта «Мистер Малой» (1992—2009)
- Вис (Валерий Васильевич Бойцов[54]) (род. 18 октября 1968 года, Ленинград) — рэп-исполнитель, автор текстов, участник и сооснователь группы «Пьянству бойс» (1999—2006)

## Награды
- В 1991 году участники коллектива «Пьянству бойс», Хот и Тенгиз, в составе группы «Термоядерный джем» заняли первое место на фестивале «Рэп-пик-91» (21 апреля 1991 года)[6].
- В 1994 году участники коллектива «Пьянству бойс», Хот и Тенгиз, в составе проекта «Мистер Малой» заняли второе место на втором международном музыкальном фестивале «Поколение-94» в Москве (15 сентября 1994 года)[55][56].
- В 1995 году участник коллектива «Пьянству бойс», Хотаб, занял призовое место на первом в России чемпионате ди-джейского мастерства «DMC Russia 95»[19].
- В 2000 году участник коллектива «Пьянству бойс», Тенгиз, был награждён дипломом на церемонии вручения премии «Золотой граммофон» как соавтор музыки к песне «Девушки бывают разные» группы «Отпетые мошенники» (18 ноября 2000 года)[52][57].
- В 2006 году видеоклип на песню «Етти» группы «Братья Улыбайте» и Тенгиза (автор музыки, оператор видео, сорежиссёр) получил главный приз на третьей церемонии награждения победителей премии Rambler Vision Awards, ежегодном конкурсе непрофессионального видео (30 ноября 2006 года)[58].

## Критика
В 2002 году журнал «100%» отметил, что альбом «А и Б сидели на игле» полностью посвящён теме наркотиков и отношению к ним питерской молодёжи. Редактор сайта Грани.ру, Георгий Мхеидзе, отметил, что восемь треков «А и Б» демонстрируют уровень лирики, ранее в нашей эстраде отсутствовавший. Алексей Мажаев из InterMedia заметил, что текста произносятся предельно расслабленными голосами с восточным акцентом, а в музыке слышится смесь Азии, Италии и фанка. Главный редактор портала Rap.ru, Андрей Никитин, в своей рецензии на альбом «А и Б сидели на игле» назвал группу «самым удивительным проектом в российском хип-хопе». Музыкальный обозреватель журнала «Хулиган», Хентай, отнёс исполнителей к жанру мелодекламация, отметил забавные тексты, однако сам альбом, по его мнению, рассчитан на любителя.
В 2004 году Никитин, делая обзор на «Шлак-Дональдс», назвал его альбомом с классическим хип-хоп-звучанием, приправленным фанком, напоминающим De La Soul, а иногда Jurassic 5. Обозреватель журнала «Афиша», Максим Семеляк, назвал содержимое альбома «Шлак-Дональдс» питерским хип-хопом в режиме гей-гоп.

### Ретроспектива
В 2010 году автор блога «Другой хип-хоп» на сайте OpenSpace.ru, Роман Воркута, поместил альбом «А и Б сидели на игле» (2002) в список «10 важнейших альбомов необычного русского рэпа», а также подчеркнул наличие у исполнителей «псевдокавказского» акцента как российский аналог американской музыки чёрных.
В 2013 году обозреватель журнала «Афиша», Феликс Сандалов, рецензируя альбом «А и Б сидели на игле» (2002), назвал содержимое «ироничным памфлетом на G-Unit, Доктора Дре и Эминема» и «скатологическим переосмыслением рекламных джинглов».
В 2018 году редактор раздела «Музыка» журнала «Афиша», Андрей Никитин, оценивая техно-ремикс Shadowax на песню «А и Б», назвал группу «Пьянству бойс» «самобытным явлением в доисторическом российском хип-хопе», рядом с которой до сих пор некого поставить.

### Рейтинги
В 2005 году альбом «Шлак-Дональдс» занял 34 место в номинации «Лучший хип-хоп альбом 2004 года» на второй ежегодной церемонии Hip-Hop.Ru Awards 2004 по результатам голосования пользователей сайта Hip-Hop.Ru.
В 2019 году группа «Пьянству бойс» попала в список «лучших рэп-групп в истории российского хип-хопа» по мнению редакции сайта The Flow.

## Дискография
Альбомы
- 2002 — А и Б сидели на игле

Совместные альбомы
- 2004 — Шлак-Дональдс (Мистер Малой и Пьянству бойс)

Компиляции
- 2015 — Полная каЛ-Лекция MP3 (Мистер Малой и Пьянству бойс)

В составе группы «Термоядерный джем»
- 1992 — Рапиристы (переиздан в 2016 году)

В составе проекта «Мистер Малой»
- 1995 — Буду пагибать малодым
- 1998 — Лови кураж
- 2002 — Курил. Бухал

Саундтреки
- 2003 — «Ядерный титбит» (компьютерная игра)
- 2004 — «Ядерный титбит: Flashback» (компьютерная игра)
- 2005 — «Невский титбит» (компьютерная игра)

Синглы
- 1999 — «Алфавит» («А и Б сидели на игле») («Hip-Hop Info #6»)
- 2000 — «Буду покупать» («Голос улиц №3»)
- 2003 — «Раз-Два-Три» («Новости От Rap Recordz»)
- 2003 — «Синька-Мурка» («Рэп На 100% #2»)
- 2004 — «Мишанин Шан» («Rap.ru #1 Сборник лучшего русского рэпа»)
- 2005 — «Руки прочь от Майкла Джексона!» («Руки прочь от Майкла Джексона!»)

Чарты и ротации
С 2003 по 2004 год две песни группы «Пьянству бойс», «Гниль ТВ» и «Скачет „Стентон“ между треков», прозвучали в хип-хоп-передаче «Фристайл» на «Нашем Радио».
По данным интернет-проекта Moskva.FM, 10 песен Мистера Малого, музыку и тексты для которого написали Хот и Тенгиз («Термоядерный джем», «Пьянству бойс»), были в ротации нескольких российских радиостанций с 2008 по 2015 год. При этом песня «Буду пагибать малодым» является самым популярным треком на радио, который за семь лет с 2008 по 2015 год прослушали 126 тысяч раз.

## Фильмография
Видеоклипы в составе проекта «Мистер Малой»
- 1993 — «Буду погибать молодым» («Мистер Малой и Ти-джем»)
- 1996 — «Раймонд Паулс»
- 2005 — «Да, да, да» («Пьянству бойс» и Мистер Малой)
- 2008 — «Шлак-Дональдс»
- 2012 — «Дельта-План»
- 2014 — «Малимпиада»